# Schlackenbad
Als Schlackenbad oder Eisenbad bezeichnet man unter anderem Kur-Badeanlagen, die durch bei der Metallverhüttung entstehendes Prozesswasser gespeist werden.
Um die bei der Verhüttung von Kupfer oder Eisen entstehende Schlacke/Hochofenschlacke in als Baustoff nutzbares Granulat zu verwandeln, wird sie mit Wasser abgeschreckt. Das Wasser nimmt dabei aus der Schlacke Schwefel und andere Mineralien auf und hat damit eine ähnlich heilende Wirkung wie die bekannten Heilbäder. Durch die oft mehrfache Nutzung des Wassers im Granulationsprozess werden die Mineralien sogar stärker konzentriert als bei natürlichen Quellen.
Beispiele für Schlackenbäder sind
- das ehemalige Bochumer Schwefelbad im Ortsteil Hamme, das aus den Schlacken des Bochumer Vereins gespeist wurde (Koordinaten 51° 29′ N, 7° 11′ O),
- die Bäder im ehemaligen Freibad Schallacker in Hörde, die von der Granulationsanlage des Hörder Bergwerks- und Hütten-Vereins mit Schwefel gespeist wurden (Koordinaten 51° 29′ N, 7° 30′ O),
- sowie Das Schlackenbad der Kupferhütte in Hettstedt/Sachsen-Anhalt und weitere.

Aus der ursprünglichen Bedeutung heraus ist z. B. als Stadt Eisenbad, nahe Kitzbühel in Tirol, Österreich zu benennen.